# Ehningen
Ehningen est une commune de Bade-Wurtemberg (Allemagne), située dans l'arrondissement de Böblingen, dans la région de Stuttgart, dans le district de Stuttgart.

## Personnalités liées à la ville
- Alexander von Dusch (1851-1923), ministre mort au château de Mauren.